# Life's Been Good
Life's Been Good est une chanson enregistrée par le chanteur américain Joe Walsh en 1978.

## Palmarès hebdomadaires
| Palmarès (1978)               | Meilleure position |
| ----------------------------- | ------------------ |
| Australia (Kent Music Report) | 56                 |
| US Billboard Hot 100          | 12                 |
| US Cash Box Top 100           | 6                  |
| Canadian RPM Top Singles      | 11                 |
| Irish Singles Chart           | 13                 |
| New Zealand Singles Chart     | 32                 |
| UK Singles Chart              | 14                 |